# Casino Royale (nhạc phim)
| Đánh giá chuyên môn | Đánh giá chuyên môn |
| Nguồn đánh giá      | Nguồn đánh giá      |
| Nguồn               | Đánh giá            |
| ------------------- | ------------------- |
| AllMusic            |                     |
| Empire              |                     |
| Filmtracks          |                     |
| Movie Music UK      |                     |
| Movie Wave          |                     |
| ScoreNotes          | B                   |
| SoundtrackNet       |                     |

Casino Royale: Original Motion Picture Soundtrack là nhạc nền của bộ phim điện ảnh James Bond 2006 Sòng bạc hoàng gia, do hãng đĩa Sony Classical phát hành vào ngày 14 tháng 11 năm 2006. Nhạc phẩm do David Arnold sáng tác và đây cũng là sản phẩm nhạc thứ tư của Arnold cho loạt phim điện ảnh nổi tiếng James Bond. Cộng tác viên thường xuyên người Pháp Nicholas Dodd là người hóa tấu và diễn xướng phần nhạc nền.

## Danh sách bài hát
| Album chuẩn      | Album chuẩn | Album chuẩn |
| STT              | Nhan đề | Thời lượng  |
| ---------------- | --- | ----------- |
| 1.               | "African Rundown" (Chứa bài chủ đề "You Know My Name" của phim (instrumental))                                                     | 6:52        |
| 2.               | "Nothing Sinister" | 1:27        |
| 3.               | "Unauthorised Access" | 1:08        |
| 4.               | "Blunt Instrument" (Chứa "nhạc hiệu James Bond", lúc đầu được sáng tác cho Dr. No soundtrack và "You Know My Name" (instrumental)) | 2:22        |
| 5.               | "CCTV" | 1:30        |
| 6.               | "Solange" | 0:59        |
| 7.               | "Trip Aces" (Chứa "nhạc hiệu James Bond" và "You Know My Name" (instrumental))                                                     | 2:06        |
| 8.               | "Miami International" (Chứa bài chủ đề phim "You Know My Name" (instrumental))                                                     | 12:43       |
| 9.               | "I'm the Money" (Chứa bài chủ đề phim "You Know My Name" (instrumental))                                                           | 0:27        |
| 10.              | "Aston Montenegro" (Chứa bài chủ đề phim "You Know My Name" (instrumental))                                                        | 1:03        |
| 11.              | "Dinner Jackets" (Chứa bài chủ đề phim "You Know My Name" (instrumental))                                                          | 1:52        |
| 12.              | "The Tell" | 3:23        |
| 13.              | "Stairwell Fight" | 4:12        |
| 14.              | "Vesper" | 1:44        |
| 15.              | "Bond Loses It All" | 3:56        |
| 16.              | "Dirty Martini" (Contains the "James Bond Theme",)                                                                                 | 3:49        |
| 17.              | "Bond Wins It All" (Contains the "James Bond Theme", and "You Know My Name" (instrumental))                                        | 4:32        |
| 18.              | "The End of an Aston Martin" | 1:30        |
| 19.              | "The Bad Die Young" | 1:18        |
| 20.              | "City of Lovers" | 3:30        |
| 21.              | "The Switch" (Chứa "nhạc hiệu James Bond" và "You Know My Name" (instrumental))                                                    | 5:07        |
| 22.              | "Fall of a House in Venice" (Chứa "nhạc hiệu James Bond" và "You Know My Name" (instrumental))                                     | 1:53        |
| 23.              | "Death of Vesper" | 2:50        |
| 24.              | "The Bitch Is Dead" (Chứa "nhạc hiệu James Bond")                                                                                  | 1:05        |
| 25.              | "The Name's Bond... James Bond" (Chứa "nhạc hiệu James Bond")                                                                      | 2:49        |
| Tổng thời lượng: | Tổng thời lượng: | 74:20       |

| iTunes bonus tracks | iTunes bonus tracks       | iTunes bonus tracks |
| STT                 | Nhan đề                   | Thời lượng          |
| ------------------- | ------------------------- | ------------------- |
| 1.                  | "Licence: 2 Kills"        | 2:38                |
| 2.                  | "Reveal LeChiffre"        | 1:25                |
| 3.                  | "Mongoose vs. Snake"      | 1:16                |
| 4.                  | "Bombers Away"            | 0:27                |
| 5.                  | "Push Them Overboard"     | 0:27                |
| 6.                  | "Bedside Computer"        | 0:41                |
| 7.                  | "Beep Beep Beep Bang"     | 0:37                |
| 8.                  | "Inhaler"                 | 0:27                |
| 9.                  | "Brother from Langley"    | 1:41                |
| 10.                 | "Prelude to a Beating"    | 1:17                |
| 11.                 | "Coming Round"            | 1:11                |
| 12.                 | "I'm Yours"               | 1:04                |
| 13.                 | "Running to the Elevator" | 0:28                |
| Tổng thời lượng:    | Tổng thời lượng:          | 87:59               |